# Светско првенство у биатлону 1959.
Друго Светско првенство у биатлону одржано је у Курмајору Италија 21. фебруара 1958. године, на којем је опет званично одржана само појединачна трка на 20 км и незванични резултати у екипној конкуренцији.
Такмичило се само у мушкој конкуренцији. Учествовало је 30 биатлонаца из 8 земаља. Медаље су освојили представници две земље.
Први светски првак у биатлону у појединачној трци на 20 километара, шведски биатлонац Адолф Виклунд није успео да одбрани титулу.

## Земље учеснице
Учествовало је 30 биатлонаца из 8 земаља.
| Европа (26)                               | Европа (26)                          | Европа (26)                              |
| ----------------------------------------- | ------------------------------------ | ---------------------------------------- |
| - Аустрија (4) - Финска (4) - Италија (4) | - Норвешка (4) - Совјетски Савез (4) | - Шведска (4) - Уједињено Краљевство (2) |
| Северна Америка (4)                       |                                      |                                          |
| Сједињене Државе (4)                      |                                      |                                          |

## Освајачи медаља

### Мушкарци
| Дисциплина        |                                    | Време                  | Заостатак |                                   | Време                 | Заостатак |                             | Време                 | Заостатак |
| 20 км појединачно | Владимир Меланин · Совјетски Савез | 1:41:05,0 10 (4+4+0+2) | -         | Дмитриј Соколов · Совјетски Савез | 1:41:15,0 8 (2+2+0+4) | +10,0     | Фредрик Линдстрем · Шведска | 1:43:23,0 6 (4+2+0+0) | +2:18,0   |

За сваки промашај мете добијала се казна од 2 додатна минута.

## Биланс медаља
| Медаље земље домаћина |

| 1 | Совјетски Савез | 1 | 1 | - | 2 |
| 2 | Шведска         | - | - | 1 | 1 |
|   | Укупно (2)      | 1 | 1 | 1 | 3 |

|   | Земља           |   |   |   |   |
| - | --------------- | - | - | - | - |
| 1 | Совјетски Савез | 1 | 1 | 1 | 3 |
| 2 | Шведска         | 1 | 1 | 1 | 3 |
|   | Укупно (2)      | 2 | 2 | 2 | 6 |

## Незванични програм

### Екипна трка
У односу на екипну трку на 1. Светском првенству у биатлону 1958. смањен је број чланова екипе  чији се резултати сабирају, а систем бодовања је остао исти.
| Дисциплина  | 1. екипа                                                                 | Време   | 2. екипа                                        | Време   | 3. екипа                                               | Време   |
| Екипна трка | Совјетски Савез · Владимир Мелањин · Дмитриј Соколов · Валентин Пшеницин | 5.10:27 | Шведска · Свен Аге · Адолф Виклунд · Стуре Олин | 5.26:11 | Норвешка · Кнут Волд · Хенри Хермансен · Ивар Скегсруд | 5.33:47 |